# Coirac
Coirac település Franciaországban, Gironde megyében. Lakosainak száma 217 fő (2022. január 1.). Coirac Martres, Castelviel, Daubèze, Gornac, Saint-Brice és Porte-de-Benauge községekkel határos.

## Népesség
A település népességének változása:
| Lakosok száma | 175  | 157  | 164  | 180  | 208  | 204  | 202  | 209  | 212  | 217  |
|               | 1968 | 1982 | 1990 | 2006 | 2013 | 2015 | 2017 | 2019 | 2020 | 2022 |